# Houthakkerspeloton van de Orne

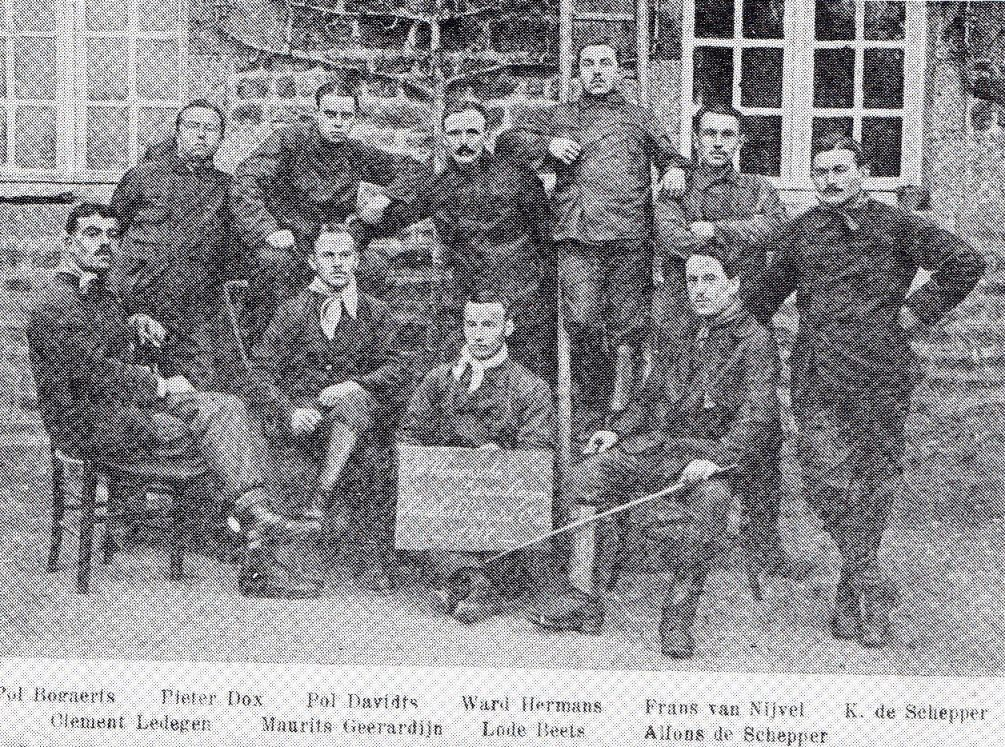
Tien Vlaamse houthakkers

De houthakkers van de Orne waren tien frontsoldaten in de Eerste Wereldoorlog die wegens hun Vlaamsgezindheid in 1918 van het oorlogsfront werden verwijderd en aan dwangarbeid onderworpen in een speciaal peloton, genaamd Peloton Spécial Forestier, in Orne, Normandië. Voor hun dwangarbeid, werkdagen van 12 uur, kregen de houthakkers 1 frank per dag en uitzonderlijk kregen ze een premie van negen tot vijftien frank per week van de bestuurder Henri Simonet.
De tien soldaten die naar Orne werden gestuurd waren: Paul Davidts (oudste van de tien, advocaat en vrijgesproken door de krijgsraad), Lode Beets, Pol Bogaert (uit Mechelen), Alfons De Schepper, Karel-Lodewijk De Schepper, Pieter Dox (uit Lier, geboren 7 mei 1898), Ward Hermans (uit Turnhout, schrijver), Maurits Geerardyn, Clement Ledegen en Frans Vannyvel.
De houding van de tien frontsoldaten werd als defaitisme beschouwd en de legerleiding vreesde dat ze naar de vijand zouden overlopen. Ze werden daarom diep in Frankrijk aan het werk gezet als houthakkers.